# Эллиптическая кривая
Эллипти́ческая крива́я над полем {\displaystyle K} — неособая кубическая кривая на проективной плоскости над {\displaystyle {\hat {K}}} (алгебраическим замыканием поля {\displaystyle K}), задаваемая уравнением 3-й степени с коэффициентами из поля {\displaystyle K} и «точкой на бесконечности». В подходящих аффинных координатах её уравнение приводится к виду
{\displaystyle y^{2}+a_{1}xy+a_{3}y=x^{3}+a_{2}x^{2}+a_{4}x+a_{6},}
в котором используется исторически сложившееся обозначение коэффициентов {\displaystyle a_{1},a_{2},a_{3},a_{4},a_{6}}.

## История
Древнейшим дошедшим до нашего времени источником, в котором рассматриваются кубические кривые, является «Арифметика» древнегреческого математика Диофанта. В этой работе ставится задача найти рациональные и нетривиальные решения уравнения {\displaystyle y(6-y)=x^{3}-x}. Диофант решает эту задачу при помощи подстановки {\displaystyle x=3y-1}.
В 1670-х годах Ньютон, используя приёмы аналитической геометрии, делает попытку классифицировать кубические кривые. В ходе исследований Ньютон заметил, что решение Диофанта состоит, по существу, в пересечении кривой, заданной уравнением {\displaystyle y(6-y)=x^{3}-x}, с касательной {\displaystyle x=3y-1}. Открытие Ньютона в конечном итоге привело к формулам сложения точек на эллиптической кривой. В XIX веке эллиптические кривые находят применение[уточнить] в теории эллиптических функций, которые, в свою очередь, тесно связаны с эллиптическими интегралами. Таким образом, исторически термин «эллиптическая кривая» происходит от термина «эллиптический интеграл».

## Каноническая форма
Если характеристика поля {\displaystyle K} не равна 2 или 3 (что включает поля нулевой характеристики, например поля рациональных чисел {\displaystyle \mathbb {Q} }, вещественных чисел {\displaystyle \mathbb {R} } и комплексных чисел {\displaystyle \mathbb {C} }), общее уравнение эллиптической кривой с помощью замены координат приводится к канонической форме
{\displaystyle y^{2}=x^{3}+ax+b,}
называемой нормальной формой Вейерштрасса.
В случае если характеристика поля {\displaystyle K} равна 3, общее уравнение кривой можно привести к одной из следующих двух форм:
- {\displaystyle y^{2}=x^{3}+ax^{2}+b\quad }(несуперсингулярная кривая[англ.]);
- {\displaystyle y^{2}=x^{3}+ax+b\quad }(суперсингулярная кривая).

Наконец, если характеристика поля {\displaystyle K} равна 2, общее уравнение кривой можно привести к одной из следующих двух форм:
- {\displaystyle y^{2}+xy=x^{3}+ax^{2}+b\quad }(несуперсингулярная кривая);
- {\displaystyle y^{2}+cy=x^{3}+ax+b\quad }(суперсингулярная кривая).

Во всех указанных случаях коэффициенты {\displaystyle a} и {\displaystyle b} (либо {\displaystyle a}, {\displaystyle b} и {\displaystyle c}) являются элементами поля {\displaystyle K}.

## Эллиптические кривые над вещественными числами

Графики кривых y^{2} = x^{3} − x и y^{2} = x^{3} − x + 1

Формальное определение эллиптической кривой требует некоторых знаний в алгебраической геометрии, но некоторые свойства эллиптических кривых над вещественными числами можно описать, используя только знания алгебры и геометрии старших классов школы.
Поскольку характеристика поля вещественных чисел — 0, а не 2 или 3, то эллиптическая кривая — плоская кривая, определяемая уравнением вида:
{\displaystyle y^{2}=x^{3}+ax+b,}
где {\displaystyle a} и {\displaystyle b} — вещественные числа. Этот вид уравнений называется уравнениями Вейерштрасса.
Определение эллиптической кривой также требует, чтобы кривая не имела особых точек. Геометрически это значит, что график не должен иметь каспов и самопересечений. Алгебраически, достаточно проверить, что дискриминант
{\displaystyle \Delta =-16(4a^{3}+27b^{2})}
не равен нулю.
Если кривая не имеет особых точек, то её график имеет две связные компоненты, если дискриминант положителен, и одну — если отрицателен. Например, для графиков выше в первом случае дискриминант равен 64, а во втором он равен −368.

### Групповой закон
Таким образом, можно ввести групповую операцию «+» на кривой со следующими свойствами: точка в бесконечности (обозначаемая символом {\displaystyle O}) является нейтральным элементом группы, и если прямая пересекает данную кривую в точках {\displaystyle P}, {\displaystyle Q} и {\displaystyle R'}, то {\displaystyle P+Q+R'=O} в группе. Суммой точек {\displaystyle P} и {\displaystyle Q} называется точка {\displaystyle R=P+Q}, которая симметрична точке {\displaystyle R'} относительно оси {\displaystyle Ox}. Можно показать, что относительно введённой таким образом операции лежащие на кривой точки и точка {\displaystyle O} образуют абелеву группу; в частности, свойство ассоциативности операции «+» можно доказать, используя теорему о 9 точках на кубической кривой (кубике).
Данная группа может быть описана и алгебраически. Пусть дана кривая {\displaystyle y^{2}=x^{3}+ax+b} над полем {\displaystyle K} (характеристика которого не равна ни 2, ни 3), и точки {\displaystyle P=(x_{P},y_{P})} и {\displaystyle Q=(x_{Q},y_{Q})} на кривой; допустим, что {\displaystyle x_{P}\neq x_{Q}}. Пусть {\displaystyle s={\tfrac {y_{P}-y_{Q}}{x_{P}-x_{Q}}}}; так как {\displaystyle K} — поле, то {\displaystyle s} строго определено. Тогда мы можем определить {\displaystyle R=P+Q=(x_{R},y_{R})} следующим образом:
{\displaystyle x_{R}=s^{2}-x_{P}-x_{Q},}
{\displaystyle y_{R}=-y_{P}+s(x_{P}-x_{R}).}
Если {\displaystyle x_{P}=x_{Q}}, то есть два варианта. Если {\displaystyle y_{P}=-y_{Q}}, то сумма определена как 0; значит, обратную точку к любой точке на кривой можно найти, отразив её относительно оси {\displaystyle Ox}. Если {\displaystyle y_{P}=y_{Q}\neq 0}, то {\displaystyle R=P+P=2P=(x_{R},y_{R})} определяется так:
{\displaystyle s={\frac {3x_{P}^{2}+a}{2y_{P}}},}
{\displaystyle x_{R}=s^{2}-2x_{P},}
{\displaystyle y_{R}=-y_{P}+s(x_{P}-x_{R}).}
Если {\displaystyle y_{P}=y_{Q}=0}, то {\displaystyle P+P=O}.
Обратный элемент к точке {\displaystyle P}, обозначаемый {\displaystyle -P} и такой, что {\displaystyle P+(-P)=0}, в рассмотренной выше группе определяется так:
- Если координата {\displaystyle y_{P}} точки {\displaystyle P=(x_{P},y_{P})} не равна {\displaystyle 0}, то {\displaystyle -P=(x_{P},-y_{P})}.
- Если {\displaystyle y_{P}=0}, то {\displaystyle -P=P=(x_{P},y_{P})}.
- Если {\displaystyle P=O} — точка на бесконечности, то и {\displaystyle -P=O}.

Точка {\displaystyle Q=nP}, где {\displaystyle n} целое, определяется (при {\displaystyle n>0}) как {\displaystyle Q=\underbrace {P+P\dots +P} _{n}}. Если {\displaystyle n<0}, то {\displaystyle Q} есть обратный элемент к {\displaystyle |n|P}. Если {\displaystyle n=0}, то {\displaystyle Q=0\cdot P=O}. Для примера покажем, как найти точку {\displaystyle Q=4P}: она представляется как {\displaystyle 4P=2P+2P}, а точка {\displaystyle 2P} находится по формуле {\displaystyle 2P=P+P}.

## Эллиптические кривые над полем комплексных чисел

Эллиптическая кривая над комплексными числами строится как фактор комплексной плоскости по решётке Λ, порождённой фундаментальными периодами ω_{1} и ω_{2}. Показано также 4-кручение, соответствующее решётке 1/4 Λ, содержащей Λ

Эллиптические кривые, определённые над комплексными числами, соответствуют вложениям тора в комплексную проективную плоскость. Точки тора также образуют группу, и соответствие между точками эллиптической кривой и точками тора является изоморфизмом групп.
Определение эллиптических кривых как вложения тора в комплексную проективную плоскость естественным образом следует из одного любопытного свойства эллиптических функций Вейерштрасса, согласно которому они и их первые производные связаны формулой
{\displaystyle \wp '(z)^{2}=4\wp (z)^{3}-g_{2}\wp (z)-g_{3}.}
где {\displaystyle g_{2}} и {\displaystyle g_{3}} — константы; {\displaystyle \wp (z)} — эллиптическая функция Вейерштрасса, а {\displaystyle \wp '(z)} — её производная. Функции Вейерштрасса дважды периодичны, то есть периодичны относительно решётки {\displaystyle \Lambda }, и, следовательно, определены на торе {\displaystyle T=\mathbb {C} /\Lambda }. Этот тор может быть вложен в комплексную проективную плоскость отображением
{\displaystyle z\mapsto {\bigl (}1:\wp (z):\wp '(z){\bigr )}.}
Это отображение — изоморфизм римановых поверхностей, то есть топологически данную эллиптическую кривую можно рассматривать как тор. Если решётка {\displaystyle \Lambda } связана с решёткой {\displaystyle c\Lambda } умножением на ненулевое комплексное число {\displaystyle c}, то соответствующие кривые изоморфны. Класс изоморфизма эллиптической кривой однозначно определяется её j-инвариантом.
Классы изоморфизма можно рассмотреть более простым образом. Константы {\displaystyle g_{2}} и {\displaystyle g_{3}}, называемые модулярными инвариантами, однозначно определяются решёткой, то есть структурой тора. С другой стороны, уравнение эллиптической кривой можно записать как
{\displaystyle y^{2}=x(x-1)(x-\lambda ).}
Можно показать, что
{\displaystyle g_{2}={\frac {4^{1/3}}{3}}(\lambda ^{2}-\lambda +1)}
и
{\displaystyle g_{3}={\frac {1}{27}}(\lambda +1)(2\lambda ^{2}-5\lambda +2),}
так что модулярный дискриминант равен
{\displaystyle \Delta =g_{2}^{3}-27g_{3}^{2}=\lambda ^{2}(\lambda -1)^{2}.}
Здесь {\displaystyle \lambda } иногда называют модулярной лямбда-функцией.
Представление в виде тора также облегчает понимание точек кручения эллиптической кривой: если решётка Λ порождена фундаментальными периодами {\displaystyle \omega _{1}} и {\displaystyle \omega _{2}}, то точки {\displaystyle n}-кручения — это классы эквивалентности точек
{\displaystyle {\frac {a}{n}}\omega _{1}+{\frac {b}{n}}\omega _{2},}
где {\displaystyle a} и {\displaystyle b} — целые числа от {\displaystyle 0} до {\displaystyle n-1}.
Каждая эллиптическая кривая над комплексными числами имеет девять точек перегиба. На каждой прямой, проходящей через две точки перегиба, лежит третья точка перегиба; 9 точек и 12 прямых, построенных таким образом, образуют конфигурацию Гессе.

## Эллиптические кривые над полем рациональных чисел
Если коэффициенты уравнения эллиптической кривой {\displaystyle E} рациональны, то можно рассматривать множество рациональных точек на такой кривой (включая {\displaystyle O}). Это множество образует подгруппу группы действительных точек (включая {\displaystyle O}) на кривой {\displaystyle E} с таким же групповым законом сложения точек на кривой. Это можно показать следующим образом: рассмотрим алгебраическую формулу получения координаты суммы двух точек {\displaystyle P} и {\displaystyle Q}, лежащих на кривой {\displaystyle E}. Если эти точки и коэффициенты уравнения кривой рациональны, то координаты точки {\displaystyle R=P+Q} тоже будут рациональны, так как {\displaystyle x_{R}} и {\displaystyle y_{Q}} являются рациональными функциями от коэффициентов кривой {\displaystyle E} координат точек {\displaystyle P} и {\displaystyle Q}.
Порядком точки {\displaystyle P} на кривой {\displaystyle E} называется наименьшее натуральное {\displaystyle k} такое, что {\displaystyle kP=O}.
Для эллиптических кривых над полем рациональных чисел справедлива теорема Морделла: на эллиптической кривой {\displaystyle E} существует такое конечное множество рациональных точек бесконечного порядка {\displaystyle P_{1},P_{2},\dots ,P_{n}}, что любая точка на эллиптической кривой представляется в виде
{\displaystyle P=a_{1}P_{1}+a_{2}P_{2}+\dots +a_{n}P_{n}+Q,}
где {\displaystyle a_{1},\dots ,a_{n}} — целые числа, однозначно определённые для точки {\displaystyle P}, а {\displaystyle Q} — точка кручения, являющаяся точкой конечного порядка. Другими словами, теорема гласит, что если поле {\displaystyle K} — поле рациональных чисел, то группа {\displaystyle K}-рациональных точек — конечнопорождённая. Это означает, что группа может быть представлена как прямая сумма свободной абелевой группы и конечной подгруппы кручения.
Рангом эллиптической кривой {\displaystyle E} называется минимальное число рациональных точек бесконечного порядка из теоремы Морделла. Нет общего алгоритма для вычисления ранга свободной подгруппы и, соответственно, ранга эллиптической кривой. Формула для вычисления ранга даётся в гипотезе Бёрча — Свиннертон-Дайера.
На 2024 год эллиптическая кривая с максимальным точно известным рангом, равным 20, описывается уравнением
{\displaystyle y^{2}+xy+y=x^{3}-x^{2}-244\,537\,673\,336\,319\,601\,463\,803\,487\,168\,961\,769\,270\,757\,573\,821\,859\,853\,707\,x{}}
{\displaystyle {}+961\,710\,182\,053\,183\,034\,546\,222\,979\,258\,806\,817\,743\,270\,682\,028\,964\,434\,238\,957\,830\,989\,898\,438\,151\,121\,499\,931}

Она была найдена Ноамом Элкисом и Зевом Клагсберном в 2020 году.
Также Элкисом и Клагсберном в 2024 году была найдена следующая эллиптическая кривая:
{\displaystyle y^{2}+xy=x^{3}-27\,006\,183\,241\,630\,922\,218\,434\,652\,145\,297\,453\,784\,768\,054\,621\,836\,357\,954\,737\,385\,x+{}}
{\displaystyle {}+55\,258\,058\,551\,342\,376\,475\,736\,699\,591\,118\,191\,821\,521\,067\,032\,535\,079\,608\,372\,404\,779\,149\,413\,277\,716\,173\,425\,636\,721\,497.}
О ней известно, что её ранг по крайней мере 29 (и в точности равен 29, если верна обобщённая гипотеза Римана).

## Эллиптические кривые над конечными полями
Эллиптическую кривую {\displaystyle E} можно определить над конечным полем {\displaystyle \mathbb {F} _{q}}, где {\displaystyle q=p^{r}}, а {\displaystyle p} — простое.
Точное число точек эллиптической кривой {\displaystyle E} над полем {\displaystyle \mathbb {F} _{q}} вычислить достаточно трудно, однако теорема Хассе об эллиптических кривых даёт следующую оценку:
{\displaystyle {\big |}\#E(\mathbb {F} _{q})-q-1{\big |}\leqslant 2{\sqrt {q}}.}
Этот факт можно истолковать и доказать с помощью общей теории; см. Локальная дзета-функция, Этальные когомологии.
Число точек на конкретной кривой может быть вычислено с помощью алгоритма Шуфа.

## Приложения
Эллиптические кривые над конечными полями используются в некоторых криптографических приложениях для факторизации и тестирования простоты чисел. Обычно основная идея, заложенная в этих приложениях, заключается в том, что известный алгоритм, используемый для конкретных конечных групп, переписывается для использования групп рациональных точек эллиптических кривых.
В теории чисел эллиптические кривые были, в частности, использованы Эндрю Джоном Уайлсом (совместно с Ричардом Тейлором) в доказательстве великой теоремы Ферма.
В криптографии они образуют самостоятельный раздел эллиптической криптографии, посвящённый изучению криптосистем на базе эллиптических кривых. В частности, на эллиптических кривых основаны российские стандарты ГОСТ Р 34.10-2001 и сменивший его ГОСТ Р 34.10-2012, описывающие алгоритмы формирования и проверки электронной цифровой подписи.